# Округ Пекос (Тексас)
Округ Пекос (енгл. Pecos County) је округ у америчкој савезној држави Тексас. По попису из 2010. године број становника је 15.507.

## Демографија
Према попису становништва из 2010. у округу је живело 15.507 становника, што је 1.302 (7,7%) становника мање него 2000. године.
| Група             | 2000.          | 2010.          |
| Белци             | 5.607 (33,4%)  | 4.326 (27,9%)  |
| Афроамериканци    | 738 (4,4%)     | 572 (3,7%)     |
| Азијати           | 86 (0,5%)      | 79 (0,5%)      |
| Хиспаноамериканци | 10.262 (61,1%) | 10.430 (67,3%) |
| Укупно            | 16.809         | 15.507         |